# 야이타역
야이타역(일본어: 矢板駅)은 일본 도치기현 야이타시에 있는 동일본 여객철도 도호쿠 본선의 역이다. 우쓰노미야 선 구간에 포함되어 있으며, 단선 승강장과 섬식 승강장을 합친 복합 형태의 철도역이다.

## 타는 곳
| 1 | ■ 우쓰노미야 선 | (하행)   | 나스시오바라 · 구로이소  |
| 2 | ■ 우쓰노미야 선 | (대피선) | (대피선)                 |
| 3 | ■ 우쓰노미야 선 | (상행)   | 우쓰노미야 · 우에노 방면 |

## 이용 현황
| 승차 인원 추이 | 승차 인원 추이      |
| 연도           | 하루 평균 승차 인원 |
| -------------- | ------------------- |
| 2000           | 3,201               |
| 2001           | 3,171               |
| 2002           | 3,060               |
| 2003           | 3,049               |
| 2004           | 3,043               |
| 2005           | 3,004               |
| 2006           | 3,022               |
| 2007           | 2,958               |
| 2008           | 2,915               |
| 2009           | 2,863               |
| 2010           | 2,926               |

## 역 주변
- 국도 제461호선
- 야이타 시청
- 도치기 현 시오야 청사
- 시오야 종합병원
- 도호쿠 자동차도 야이타키타 나들목
- 국도 제4호선
- 일본담배산업 야이타 창고

## 인접 정차역
| 도호쿠 본선 (우쓰노미야 선) 포함 | 도호쿠 본선 (우쓰노미야 선) 포함 | 도호쿠 본선 (우쓰노미야 선) 포함 |
| -------------------------------- | -------------------------------- | -------------------------------- |
| 가타오카 우에노 방면             | ■ 통근쾌속 ■ 쾌속 '래빗' ■ 보통  | 노자키 구로이소 방면             |